# Monasterio de las Batuecas
El monasterio de las Batuecas, o Desierto de San José, es un complejo monástico ubicado en el municipio español de La Alberca, en el valle de Las Batuecas.

## Descripción

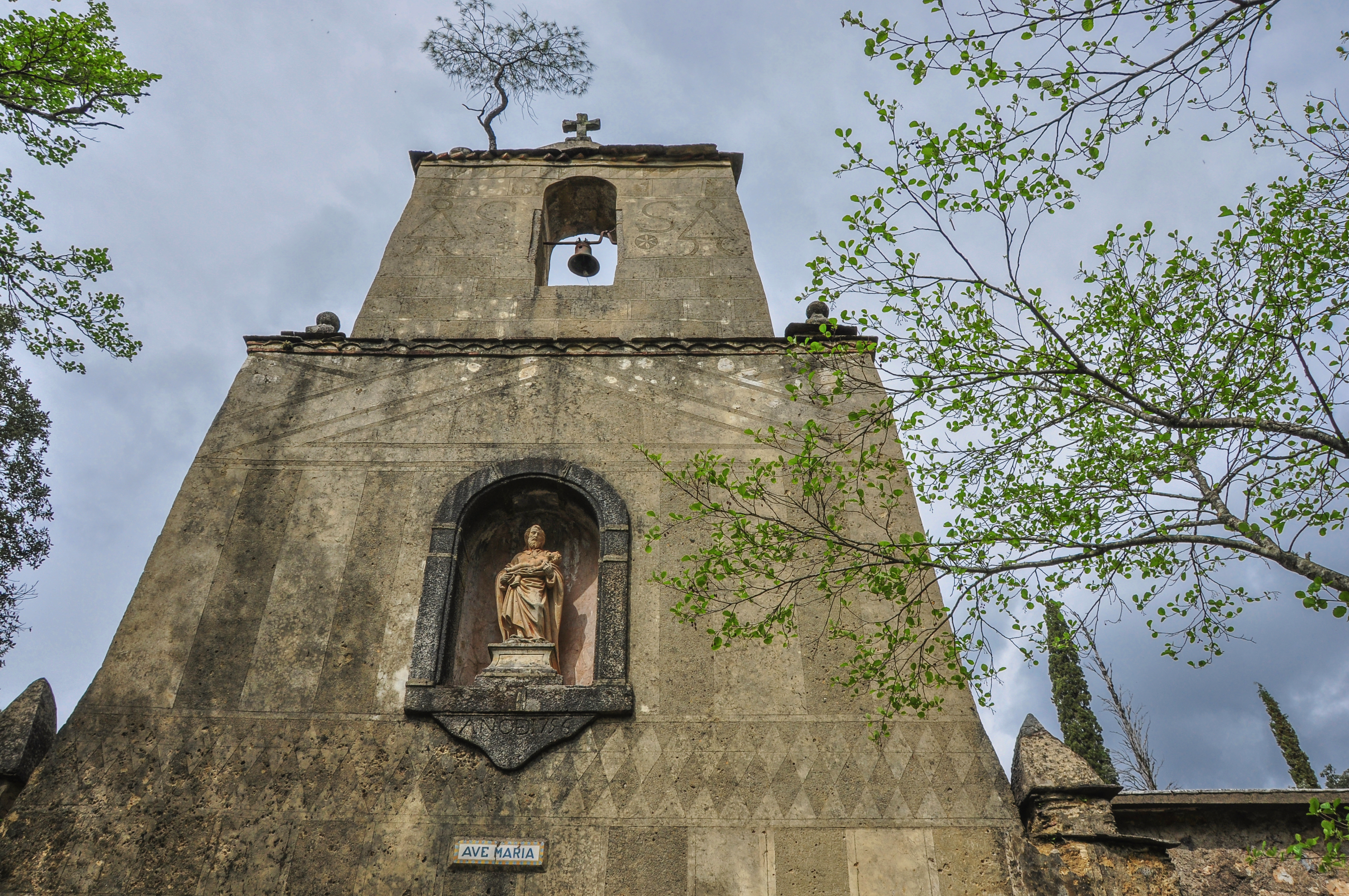
Entrada al monasterio

Este monasterio se encuentra en la cabecera del valle de Las Batuecas, en el término municipal salmantino de La Alberca. Su fundación se remonta a finales del siglo XVI y está ocupado por la Orden de los Carmelitas Descalzos. Experimentó diversas obras de restauración y reacondicionamiento a comienzos del siglo XXI.
Ubicado en un entorno profusamente arbolado, es bañado por el sur por el río Batuecas y existen en él diversas ermitas. En la entrada cuenta con una portada compuesta por un arco con una pequeña espadaña y una estatua de San José. El complejo de edificios que compone el monasterio propiamente dicho está dominado por la iglesia.